# Zuidelijke zilverdwergijsvogel
De zuidelijke zilverdwergijsvogel (Ceyx argentatus synoniem: Alcedo argentatus) is een ijsvogel die alleen voorkomt in de Filipijnen.
De Filipijnse naam voor deze vogel is Kibid.

## Kenmerken
De zuidelijke zilverdwergijsvogel is een kleine ijsvogel. De twee ondersoorten verschillen een klein beetje van elkaar. C. a. flumenicola is iets kleiner dan C. a. argentata en heeft wat paars aan de onderzijde. Mannetjes en vrouwtjes van deze soort verschillen niet veel van elkaar. De kop, vleugels, staart en zijkanten van de nek zijn zwart. Op de kop vormen een rij zilverwitte stippen een soort wenkbrauw. Het midden van de rug, de stuit en de bovenkant van de onderzijde van staart zijn zilverachtig wit. Ook op de vleugels bevinden zich zilverwitte stippen. De hals, de plekken net voor de ogen en net achter de oren en het midden van de buik is wit. Bij een juveniel zijn deze plekken vaalwit. De rest van de buik donkerblauw tot zwart. De snavel is bij een volwassen exemplaar zwart en bij een juveniel zwart met een witachtige punt. De ogen van een zilveren dwergijsvogel zijn donkerbruin en de poten oranjerood.
Deze soort wordt inclusief staart zo'n 15 centimeter en heeft een vleugellengte van 6 centimeter.

## Verspreiding
De soort komt voor in Basilan, Dinagat, Mindanao en Siargao.

## Leefgebied
De zuidelijke zilverdwergijsvogel komt voor op rotsen en langs beekjes, kleine riviertjes en ander water in het regenwoud beneden de 1000 meter.

## Voedsel
De zilveren dwergijsvogel leeft van kleine vissen.

## Voortplanting
Deze vogelsoort paart in de mei. Over het nest en de eieren is niets bekend.

## Status
De wereldpopulatie werd in 2022 geschat op 1300 tot 13.000 volwassen vogels en neemt in aantal af door voortgaande ontbossing op de eilanden. Daarom staat de zilveren dwergijsvogel als gevoelig op de Rode Lijst van de IUCN.